# Jan Hendrik van den Berg

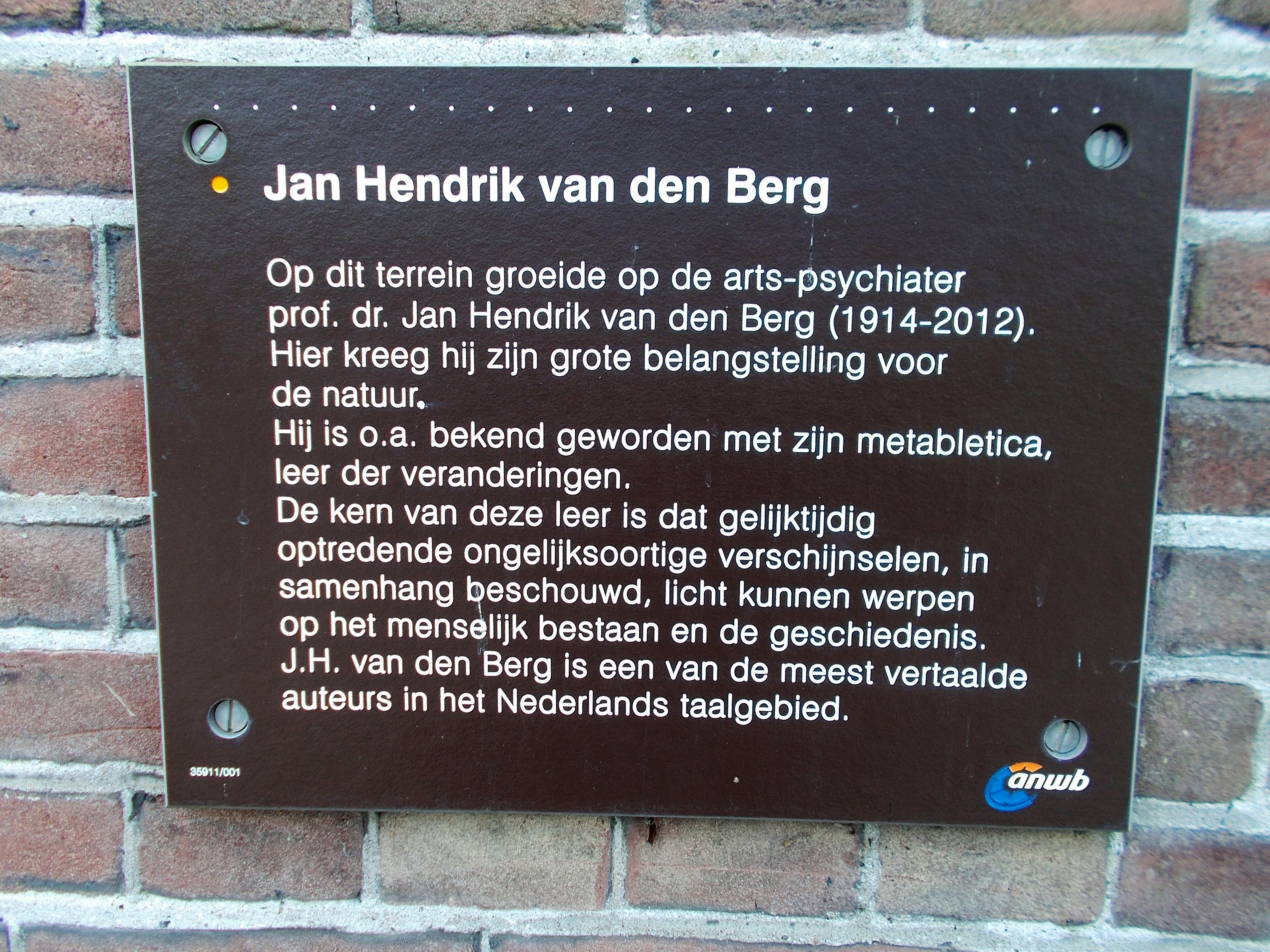
Informatiebord op de plek in Deventer waar Van den Berg opgroeide

Jan Hendrik van den Berg (Deventer, 11 juni 1914 – Gorinchem, 22 september 2012) was een Nederlands arts-psychiater, hoogleraar in de pastorale psychologie en hoogleraar in de fenomenologische methode en conflictpsychologie. Hij is bekend geworden met zijn 'leer der veranderingen', door hem metabletica genoemd, een leer die in een leesbaar en controversieel oeuvre is beschreven. De kern er van is dat gelijktijdig optredende, ongelijksoortige verschijnselen, in samenhang beschouwd, licht kunnen werpen op het menselijk bestaan en de geschiedenis. Van den Berg was tevens cultuurcriticus. Hij is een van de meest vertaalde auteurs in het Nederlandse taalgebied.

## Levensloop
Jan Hendrik van den Berg werd in 1914 geboren in Deventer. Zijn vader was chef-machinist bij het gemeentelijke drinkwaterbedrijf. Het gezin woonde bij de watertoren van Deventer in een idyllisch stuk natuur, waarvan de schoonheid en zingeving een diepe indruk op hem heeft achtergelaten. Zijn ouders waren hervormd, maar verlieten de kerk na de Eerste Wereldoorlog, omdat zij vonden dat die zich te weinig had ingespannen om deze oorlog tegen te gaan. Er bleef wel plaats voor het christelijk geloof in het gezin. In zijn jeugd bezocht Van den Berg zelfstandig de hervormde kerk en, vanwege de mystiek die hij daar vond, later ook de katholieke kerk. Omdat hij wilde studeren vervolgde hij na de hogereburgerschool (HBS) zijn opleiding aan het christelijk lyceum. Daarna behaalde hij in korte tijd de onderwijsakte wiskunde en de hoofdakte onderwijzer. Vervolgens bekostigde hij zelf zijn studie aan de universiteit door het geven van bijlessen. In 1936 begon hij zijn medische studie aan de Universiteit van Utrecht en vervolgens promoveerde hij in 1946 bij prof. H.C. Rümke op het proefschrift: De betekenis van de phaenomenologische of existentiële anthropologie in de psychiatrie. In 1951 werd Van den Berg hoogleraar pastorale psychologie te Utrecht. In 1954 werd hij in Leiden benoemd tot hoogleraar in de fenomenologische methode en conflictpsychologie. Hij heeft daarnaast heel lang gepraktiseerd als psychiater en vele buitenlandse gasthoogleraarschappen vervuld. Van den Berg trouwde in 1942 met Louise Johanna van Everdingen, het echtpaar kreeg vier kinderen. Na de dood van zijn vrouw in 1980 is hij in 1987 hertrouwd met Alida de Gier. Hij was nauw bevriend met de hervormde predikant en cultuurfilosoof Frank de Graaff.

## Wijsgerige oriëntatie
Van den Berg was een aanhanger en vertegenwoordiger van de fenomenologie, een stroming in de filosofie die de directe en intuïtieve ervaring van de verschijnselen als uitgangspunt neemt. Grondlegger daarvan is Edmund Husserl. De leer is verder uitgewerkt door Maurice Merleau-Ponty en Martin Heidegger. 'Subjectieve' zaken als 'bewogenheid' en 'enthousiasme' met betrekking tot het 'onderzoeksobject' zijn zeer waardevol en medebepalend voor dat 'onderwerpsobject'. Van den Bergs belangrijkste bijdrage aan de fenomenologie is de leer der veranderingen, door hem metabletica gedoopt. In diverse boeken legde hij verrassende verbanden tussen ongelijksoortige historische verschijnselen. Hij doet dit vanuit de veronderstelling dat Immanuel Kant ongelijk had: volgens Van den Berg bestaat er niet zoiets als een Ding an sich; toen de mens in de natuur het werk van goden waarnam, bestonden die goden ook daadwerkelijk, want de menselijke waarneming van de wereld, is de wereld. Een ander voorbeeld is het onbewuste: dit zou pas in de loop van de 19e eeuw ontstaan zijn, dus in de tijd van Sigmund Freud. Hiermee staat hij in de traditie van het filosofisch idealisme of immaterialisme dat gekarakteriseerd kan worden met de uitspraak esse est percipi (zijn is waargenomen worden), bekend van onder anderen George Berkeley. De metabletische methode bestaat hierin dat gelijktijdig optredende, op het eerste gezicht soms geheel onverwante, verschijnselen worden onderzocht op verwantschap en wezenskenmerken. Door aan deze gelijktijdig optredende verschijnselen aandacht in fenomenologische zin te besteden, kan de ware aard van historische (of hedendaagse) ontwikkelingen aan het licht worden gebracht. Samen met H.C Rümke, M.J. Langeveld, F.J.J. Buytendijk en anderen behoorde Van den Berg tot de 'Utrechtse School' in de psychiatrie, een fenomenologisch georiënteerde vorm van psychiatriebeoefening die in Utrecht tussen 1945 en 1965 in zwang was.
Van den Berg had grote belangstelling voor cultuurgeschiedenis, godsdienstgeschiedenis en architectuur. Afzonderlijke vermelding verdient zijn belangstelling voor entomologie (met name de coleoptera) en botanie.

## Cultuurkritiek
Van den Berg was een vasthoudend cultuurcriticus. Terwijl de Nederlandse publieke opinie een wending naar links doormaakte, bond hij de strijd aan tegen egalitarisme, verloedering, links-liberale gemakzucht, hooliganisme en alle vormen van anarchisme. Bepaalde cultuurkritische conclusies die Van den Berg aan zijn veranderingenleer verbond, werden in brede kring als ondeugdelijk beschouwd. Vooral zijn stelling dat de populariteit van het denkbeeld dat de 'mensenrassen' gelijk zijn metabletisch verband houdt met de aids-pandemie, riep weerstand en tegenspraak op.

## Enkele werken uitgelicht

### Metabletica
In 1956 verscheen de eerste druk van Metabletica. Leer der veranderingen. Het is een poging de psychologie van de mens te begrijpen uit het postulaat der veranderlijkheid: niets is zo veranderlijk als de mens, diens bestaan en diens wereld, en daarom verandert ook de menselijke psychologie. Hoewel Van den Berg gelijktijdig optredende verschijnselen in zijn metabletische eersteling wel onderzoekt, is er nog geen sprake van de in later werk meer uitgewerkte metabletische gelijktijdigheidsmethode. In het boek doet hij onder andere een poging de opkomst en de aard van verschijnselen als puberteit en adolescentie te begrijpen vanuit het idee dat de lichamelijke en geestelijke volwassenwording sinds de Verlichting uit elkaar zijn getrokken; een mens is seksueel steeds vroeger rijp geworden en geestelijk steeds later in staat om verantwoordelijkheid te dragen.

### Leven in meervoud
Leven in meervoud (1963) is een lijvige studie waarin Van den Berg uitlegt hoe het komt dat het menselijk bestaan meervoudig is geworden. Hoe komt het dat dezelfde mens in de ene context zo geheel anders is dan in de andere context, terwijl hij in beide contexten zichzelf is. Van den Berg vindt het antwoord in de sinds de Verlichting toegenomen sociale desorganisatie, de anomie, de toegenomen onzichtbaarheid en abstractie van het menselijk bestaan. Hierdoor vervaagde de werkelijkheid, werd het onbewuste ontdekt, ontstond de dubbelganger in de literatuur, nam de onzekerheid toe en vermenigvuldigde zich het aantal zielen in 's mensen borst. Vóór de 18e eeuw zou van dit alles geen sprake zijn.

### Medische macht en medische ethiek
Medische macht en medische ethiek is een brochure van Van den Berg uit 1969. Als een van de eersten wijdde hij daarin een beschouwing aan de reusachtig toegenomen medische mogelijkheden en de ethische vragen die daarmee gepaard gaan. Het boekje, dat tientallen herdrukken kende, wekte destijds veel beroering. Van den Berg pleitte voor terughoudendheid bij het inzetten van behandeling,  en voor actieve levensbeëindiging wanneer het ging om patiënten wier leven bestond uit eindeloos lijden.

### Koude rillingen over de rug van Charles Darwin
In Koude rillingen over de rug van Charles Darwin (1984) onderzoekt Van den Berg onze verknochtheid aan de afstammingsleer (of evolutietheorie) van Darwin. Het is een poging te begrijpen hoe het komt dat voor- en tegenstanders van de evolutietheorie elkaar zo fel bestrijden. Uitgangspunt is de gedachte dat die felheid veroorzaakt wordt door maatschappelijke en politieke realiteiten die buiten het domein van de theorie zelf liggen. Het boek behandelt tevens uitgebreid de argumenten pro en contra de evolutietheorie. Een leuke anekdote uit het boek wordt aangehaald door Karel van het Reve in zijn essay Een dag uit het leven van de reuzenkoeskoes (1979).

### Hooligans & Pest Syphilis Aids
In 1989 verscheen Hooligans, een metabletische studie naar de samenhang van het anarchisme en hooliganisme met gelijktijdige culturele verschijnselen (onder andere) in de architectuur sinds de Franse Revolutie. Kort daarna, in 1991, verscheen Pest Syphilis Aids. Over een metabletische oorzaak van pandemieën, waarin Van den Berg de samenhang beschrijft die er bestaat tussen cultuur-historische veranderingen en het optreden van de in de titel genoemde pandemieën. Laatstgenoemd boekje hoort bij het boek Hooligans. Van den Berg had er aanvankelijk van afgezien zijn inzichten over met name aids te publiceren, "omdat men in Nederland over dit onderwerp niet oprecht kan spreken, laat staan schrijven". De metabletische verbanden worden in Pest Syphilis Aids in hoofdlijn als volgt gelegd:
- het historische proces waarbij het menselijk lichaam geopend werd, gerekend van de eerste chirurgische ingreep tot de ontdekking van de bloedsomloop, is een betekenisvol synchronisme met de pestpandemie;
- veranderingen in de geslachtelijke verhouding tussen man en vrouw, de vaststelling van de verwantschap tussen mens en dier, is betekenisvol voor ons begrip van de nog steeds voortdurende syphilispandemie;
- het gelijkheidsdenken valt significant samen met de aidspandemie.

Deze twee bijeen horende publicaties zijn tevens cultuurkritieken.

### Metabletica van God
In 1995 verscheen Metabletica van God: de drie voornaamste veranderingen. Hierin beschrijft Van den Berg hoe het beeld van God verandert met de veranderende mens. God zelf kan niet worden beschreven, aldus Van den Berg, maar de synchronismen (of gelijktijdigheden) van God kunnen wel worden beschreven. Deze synchronismen zijn: de architectuur van het heiligdom, natuur en natuurwetenschap, het menselijke woord en de geslachtelijke verbinding van man en vrouw. Ook dit boek behelst een cultuurkritiek.

## Receptie
Van den Berg is een van de meest vertaalde auteurs in het Nederlandse taalgebied. Zijn boeken kenden hoge oplagen en hij was een veelgevraagd gastspreker in binnen- en buitenland. Hij was ook bij een algemeen publiek populair. Naast onderzoek van synchronismen heeft hij toegankelijk geschreven over psychologie, psychotische en neurotische aandoeningen. Hij gaf een helder exposé en was een meeslepend verteller.
Zijn ster is sinds de jaren zeventig van de twintigste eeuw duidelijk gedaald. Bij deze daling spelen mogelijk de volgende factoren een rol:
- de impopulariteit van de door Van den Berg gepropageerde metabletische methode die door velen als ondeugdelijk wordt beschouwd;
- zijn culturele conservatisme;
- zijn christelijke spiritualiteit;[8]
- zijn afkeer van het heel lang dominant geweest zijnde egalitaire, links-liberale, collectivistische gedachtegoed en de bijbehorende politieke correctheid;[9]
- zijn opvatting over menselijke en raciale ongelijkheid en de consequenties die hij daaruit trok met betrekking tot de apartheidspolitiek.[10]

## Vermeend racisme
Van den Berg wordt beschuldigd van racisme door zowel critici als bewonderaars. In een interview met De Groene Amsterdammer zegt Van den Berg over de Franse Revolutie met haar streven naar gelijkheid: "Als we dat gelijkheidsideaal niet tot in het uiterste wilden realiseren, hadden we nooit aids gehad. Aids komt immers uit Afrika." In zijn boek Gedane zaken schrijft Van den Berg: "Nederland verwelkomde de Portugese joden, de hugenoten, zeker: omdat zij vluchtelingen waren, maar ook vanwege de talenten die zij met zich mee brachten zoals in de geschiedenisboeken openlijk, en naar waarheid, wordt vermeld. Nederland laat nu de 'zwarte rijksgenoot' toe, die die talenten niet heeft. Ik weiger aan te nemen dat de regeringen van westerse landen onbekend zijn met de aard van de mensen die zij officieel haast uitbundig welkom heten, en met de problemen die zij met dat welkom voor altijd in hun landen binnen hebben gebracht. De regeringen zijn machteloos. Want de blanke is, in het algemeen, machteloos."

## Oeuvre
Nota bene: onderstaande lijst bevat alleen publicaties die als afzonderlijke uitgave zijn verschenen. Voor de verspreide artikelen dienen de relevante bibliografieën te worden geraadpleegd. Vertalingen zijn niet opgenomen.
- De betekenis van de phaenomenologische of existentiële anthropologie in de psychiatrie: een kritische studie over de autologische methode in de psychiatrie en haar toepassing op een bepaalde vorm van defectschizophrenie (de autistische defectschizophrenie van Leonhard) (proefschrift, 1946)
- Over zwijgen en verzwijgen (1949)
- De psychologie van het ziekbed: een hoofdstuk uit de medische psychologie (1952)
- Psychologie en theologische antropologie (1952)
- Kroniek der psychologie (1953)
- Over neurotiserende factoren: rede uitgesproken bij de aanvaarding van het ambt van buitengewoon hoogleraar in de fenomenologische methode en de conflictpsychologie aan de Rijksuniversiteit te Leiden (1955)
- The phenomenological approach to psychiatry: an introduction to recent phenomenological psychopathology (1955)
- Metabletica: leer der veranderingen, beginselen van een historische psychologie (1956) (De digitale versie van het boek is beschikbaar via de Digitale bibliotheek voor de Nederlandse letteren)
- Dubieuze liefde in de omgang met het kind: over de late gevolgen van te veel of te weinig moederlijke toewijding tijdens de jeugd (1958)
- Psychologie en geloof: een kroniek en een standpunt (1958)
- Het menselijk lichaam: een metabletisch onderzoek; deel 1: Het geopende lichaam (1959)
- Het menselijk lichaam: een metabletisch onderzoek; deel 2: Het verlaten lichaam (1961)
- Leven in meervoud: een metabletisch onderzoek (1963)
- De psychiatrische patiënt: kleine algemene psychopathologie op fenomenologische grondslag (1964)
- De dingen: vier metabletische overpeinzingen (1965)
- Kleine psychiatrie: voor studenten en degenen die de psychiater vervangen of bijstaan (1966)
- Metabletica van de materie, deel 1: Meetkundige beschouwingen (1968)
- Medische macht en medische ethiek (1969)
- De zuilen van het Panthéon, en andere studies (1969)
- Dieptepsychologie (1970)
- Wat is psychotherapie? (1970)
- 's Morgens jagen, 's middags vissen (1971)
- Zien: verstaan en verklaren van de visuele waarneming (1972)
- De reflex: metabletische, tegelijk maatschappijkritische studie (1973)
- Kroniek der psychologie: herziene uitgave van 1953 (1973)
- Metabletica van de materie, deel 2: Gedane zaken, twee omwentelingen in de westerse geestesgeschiedenis (1977)
- Het onderste kakebeen: een metabletische les (afscheidscollege Universiteit Leiden)(1979)
- Het gelovige innerlijk: een historisch overzicht (blz 206-284 uit Metabletica van de materie, deel 1) (1981)
- Hoogte in de kerkbouw: een historisch overzicht (blz 138-205 uit Metabletica van de materie, deel 1) (1981)
- Koude rillingen over de rug van Charles Darwin: metabletisch onderzoek naar de oorzaak van onze verknochtheid aan de afstammingsleer (1984)
- Hooligans: metabletisch onderzoek naar de betekenis van Centre Pompidou en Crystal Palace (1989)
- Pest syphilis aids: over een metabletische oorzaak van pandemieën (1991)
- Metabletica van God: de drie voornaamste veranderingen (1995)
- Geen toeval: metabletica en geschiedschrijving (1996)
- Het gestoorde contact: vragen en antwoorden rond neurose (1997)
- Twee wetten: de twee hoofdwetten van de thermodynamica (1999)
- Hoe vertel ik het mijn nichtjes en neefjes (2000)
- De kop van de bromvlieg (2001)
- De tragedie: waardoor en waartoe (2003)

## Secundaire literatuur
- H.A.E. Zwart, Boude bewoordingen: de historische fenomenologie ('metabletica') van Jan Hendrik van den Berg, Kampen: Klement 2002
- J.A. van Belzen (red.), Metabletica en wetenschap: een kritische bestandsopname van het werk van J.H. van den Berg, Rotterdam: Erasmus Publishing 1997
- W. Vandereycken & J. De Visscher (red.), Metabletische perspectieven: beschouwingen rond het werk van J.H. van den Berg, Leuven/Amersfoort: Acco 1995 (uitgegeven n.a.v. de 80e verjaardag van J.H. van den Berg)
- M. Knoop, Jan Hendrik van den Berg en zijn metabletica, Lelystad: Stichting IVIO 1989 (uitgegeven ter gelegenheid van de 75e verjaardag van prof. Jan Hendrik van den Berg)
- P. Heij (red.), J.H. van den Berg & F.J.J. Buytendijk, Wat hen bewoog! : de briefwisseling tussen F.J.. Buytendijk en J.H. van den Berg, voorzien van achtergrondinformatie en verklarende noten, Nijmegen 1988
- D. Kruger (red.), The changing reality of modern man: opstellen aangeboden aan Jan Hendrik van den Berg, Nijkerk: Callenbach 1984
- H. van der Bruggen, De verpleging in Nederland en het werk van Jan Hendrik Van den Berg, Lochem: De Tijdstroom 1979
- H. Struyker Boudier, Inleiding in het mediese denken van J.H. van den Berg en M. Foucault, Nijmegen: SUN 1975
- S. Parabirsing, De metabletische methode: een analyse van de leer van J.H. van den Berg, Meppel: Boom 1974